# トニー・アメンドーラ
トニー・アメンドーラ（Tony Amendola）は、アメリカ合衆国の俳優。

## 出演作品

### 映画
- ボディ・チェンジャー(1989)
- ドラッグ・ウォーズ／麻薬戦争(1990)
- スリー・オブ・ハーツ(1993)
- ヒットリスト(1993)
- クレイジー・イン・アラバマ(1999)
- ブロウ(2001)
- レッド・ブレイド(2004)
- ドラゴンストーム(2004)
- レジェンド・オブ・ゾロ(2005)
- クリムゾン・フォース／火星戦争(2005)（マードック役）
- パーフェクト・エネミーズ(2009)
- アナベル 死霊館の人形(2014)(ペレス神父役)
- ラ・ヨローナ〜泣く女〜(2019)(ペレス神父役[1])

### テレビシリーズ
- NCIS:LA 〜極秘潜入捜査班 シーズン3
- ドールハウス シーズン1
- ザ・ホワイトハウス シーズン 4
- NUMBERS 天才数学者の事件ファイル シーズン5
- ターミネーター サラ・コナー・クロニクルズ シーズン1（エンリケ・サルセダ）
- レイジング・ザ・バー 熱血弁護人 シーズン1
- デクスター 警察官は殺人鬼 シーズン2
- CSI:科学捜査班　シーズン1、6
- CSI:ニューヨーク シーズン 5（パパコタ役）
- スターゲイト SG-1 シーズン1-3、5-10（マスター・ブレイタク役）
- ザ・プラクティス ボストン弁護士ファイル シーズン2、4、6、8
- チャームド ～魔女3姉妹 シーズン4
- アリー my Love (1st Season)
- ワンス・アポン・ア・タイム（マルコ／ゼペット）
- エイリアス　シーズン1、2
- コンティニュアム
- 私立探偵ダーク・ジェントリー シーズン2(5、6話)
- ブラック・バード